# Ali Asgari
Ali Asgari (in persiano علی عسگری‎, ʿAlī ʿAsgarī; Teheran, 25 luglio 1982) è un regista e sceneggiatore iraniano.

## Biografia
È cresciuto in una famiglia d'etnia tati assieme a sei sorelle e tre fratelli. Si è laureato all'Università islamica Azad di Teheran, frequentando poi il DAMS dell'Università degli Studi Roma Tre.
Il suo primo cortometraggio, Tonight Is Not a Good Night for Dying (2011), girato in un unico pianosequenza, è stato proiettato in circa 40 festival di cinema in tutto il mondo. Con Barbie (2012), vince il Fiaticorti di Istrana. Il successivo Bištar az do sā'at (2013) concorre per la Palma d'oro del cortometraggio al festival di Cannes, venendo presentato in oltre altri 40 festival e vincendo 23 premi a livello internazionale. Nel 2014 concorre al miglior cortometraggio della Mostra del cinema di Venezia con La bambina. Col corto di produzione italiana Il silenzio, interpretato da Valentina Carnelutti, ha concorso nuovamente a Cannes, vincendo poi altri 28 premi a livello internazionale. Nel 2017 esordisce nel lungometraggio con Nāpadid šodan, che come i suoi cortometraggi tratta di tematiche sociali nell'Iran moderno, e che viene presentato nella sezione Orizzonti della 74ª Mostra internazionale d'arte cinematografica di Venezia. Nel 2022 dirige il film La bambina segreta, espansione del suo corto La bambina, presentato nella sezione Panorama del Festival di Berlino.
Nel 2023 scrive e dirige assieme al connazionale Alireza Khatami il film Kafka a Teheran, scaturito dalla frustrazione dei due  registi verso la censura e l'immobilismo burocratico del Ministero della cultura e dell'orientamento islamico a cui erano sottoposti nel loro mestiere. Viene girato senza autorizzazioni e in povertà di mezzi nell'arco di una settimana, finendo investito durante le riprese dallo scoppio delle proteste per la morte di Mahsa Amini. Il film consiste in appena una dozzina di inquadrature fisse di personaggi che parlano a un interlocutore invisibile al di là della macchina da presa, esponendo i loro problemi quotidiani legati all'oppressione esercitata dal governo iraniano. Al suo rientro in Iran dopo la presentazione del film nella sezione Un Certain Regard di Cannes, anch'essa senza il permesso del Ministero, Variety ha riportato che le autorità gli avevano confiscato il passaporto e proibito di realizzare ulteriori film. Il divieto deve essere stato ritirato entro l'anno seguente, avendo Asgari nel corso del 2024 presenziato a diversi eventi in Italia, tra cui un incontro al CSC o come in qualità di giurato della sezione Orizzonti all'81ª Mostra internazionale d'arte cinematografica di Venezia, e annunciato l'intenzione di girare un nuovo film.

## Filmografia

### Cortometraggi
- Tonight Is Not a Good Night for Dying (2011)
- Barbie (2012)
- Bištar az do sā'at (2013)
- La bambina (Bače) (2014)
- La Douleur (2015)
- Il silenzio (2016) - diretto con Farnoosh Samadi
- Delay (2018)
- Witness (2020)
- Pilgrims (2020) - diretto con Farnoosh Samadi
- Over Mij (2022)

### Lungometraggi
- Nāpadid šodan (2017)
- La bambina segreta (Tā fardā) (2022)
- Kafka a Teheran (Āyehā-ye zamini) (2023) - diretto con Alireza Khatami
- Komedi-e elāhi (2025)

## Riconoscimenti (parziale)
- Festival di Cannes
  - 2013 – In concorso (Cortometraggi) con Bištar az do sā'at
  - 2016 – In concorso (Cortometraggi) con Il silenzio
  - 2023 – In concorso (Un Certain Regard) con Kafka a Teheran
- Festival di Venezia
  - 2014 – In concorso (Cortometraggi) con La bambina
  - 2017 – In concorso (Orizzonti) con Nāpadid šodan
  - 2025 – In concorso (Orizzonti) con Komedi-e elāhi
- Festival di Berlino
  - 2022 – In concorso (Panorama) con La bambina segreta
- David di Donatello
  - 2022 – Candidatura al miglior cortometraggio per Pilgrims
- Fiaticorti
  - 2012 – Miglior cortometraggio per Barbie